# Culex pholeter
Culex pholeter är en tvåvingeart som beskrevs av Bram och Rampa Rattanarithikul 1967. Culex pholeter ingår i släktet Culex och familjen stickmyggor.
Artens utbredningsområde är Thailand. Inga underarter finns listade i Catalogue of Life.